# Mercedes-Benz Zetros

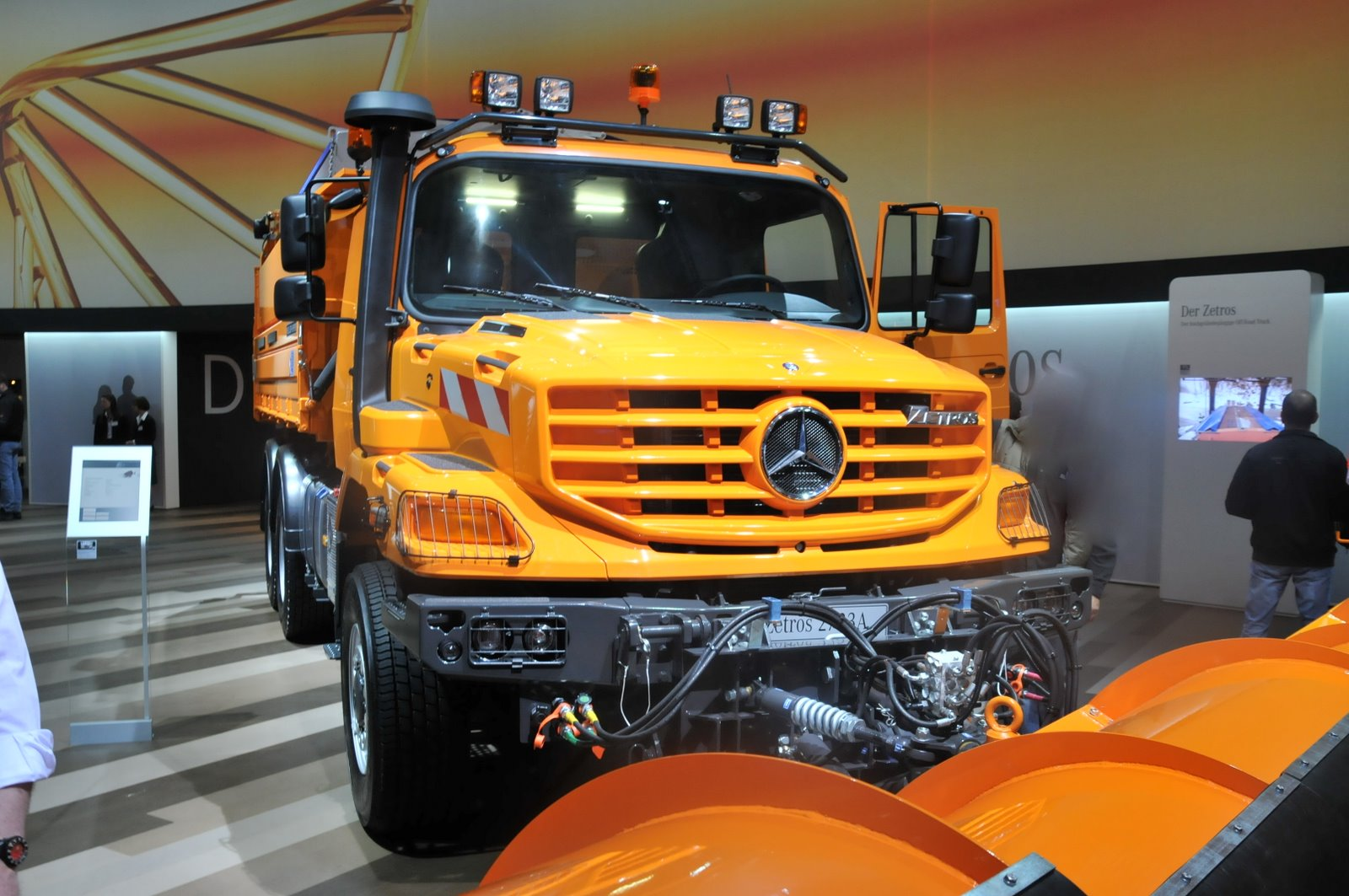
Schnee-Räumfahrzeug

Zetros ist eine LKW-Baureihe der Marke Mercedes-Benz der Daimler Truck AG, die hauptsächlich als Langhauber für den schweren Geländeeinsatz konstruiert ist, mit relativ niedrigem Fahrerhaus und guter Übersicht im Gelände. Die Fahrzeuge dieser Reihe werden im Mercedes-Benz-Werk Wörth gebaut.

## Geschichte
Vorgänger und Erprobungsfahrzeug des Zetros war der S2000. Der S2000 wurde 2002 vorgestellt und bei Rába in Ungarn gebaut. Die erste Präsentation des Zetros war auf der Pariser Militärausstellung Eurosatory 2008 und der Internationalen Automobil-Ausstellung 2008.

## Eigenschaften
Die Konzeption als Haubenfahrzeug führt zu sehr guten Fahreigenschaften im Gelände und zu einer geringen Fahrzeughöhe. Der Motor ist ohne Kippen des Fahrerhauses schnell für Wartungsarbeiten zugänglich. Der Zetros ist ein Langhauber und ausschließlich mit einem permanenten Allradantrieb, Geländeuntersetzung und drei Differentialsperren (Vorderachs-, Längs- und Hinterachsdifferential) erhältlich. Die Wattiefe beträgt 800 mm, optional sind 1195 mm möglich.

## Antrieb

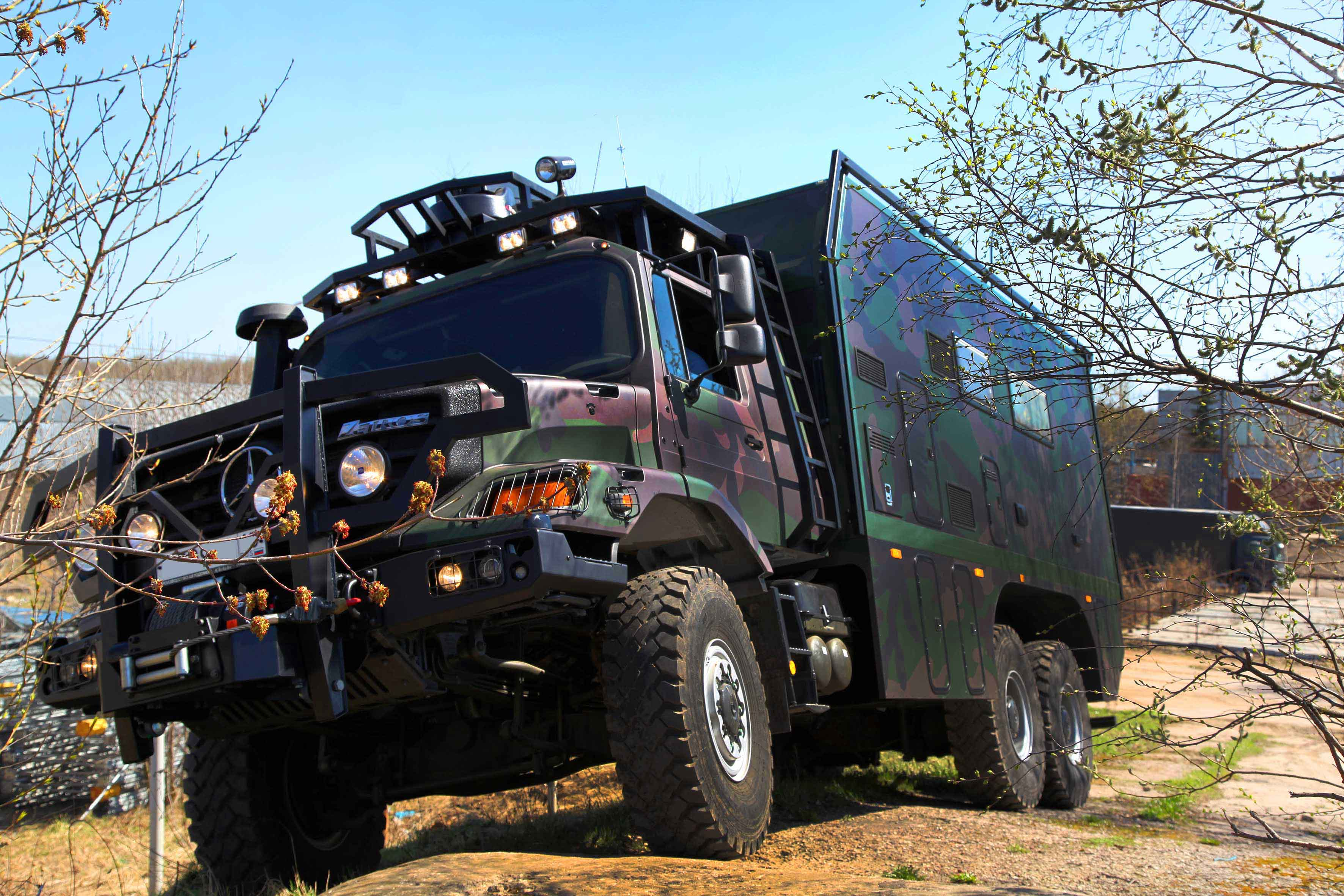
Wohnmobil auf Basis des MB Zetros

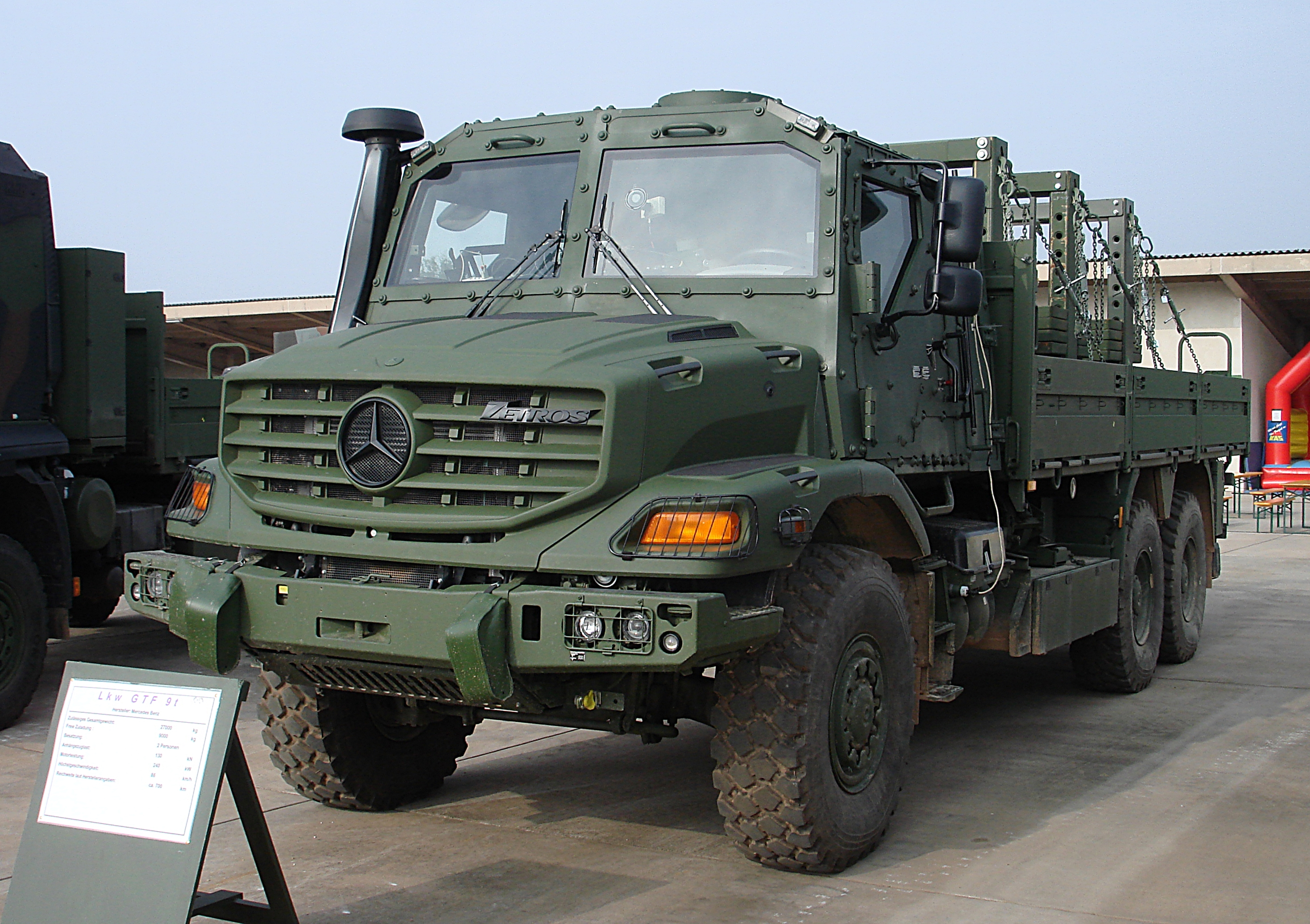
Zetros 6×6 der Bundeswehr

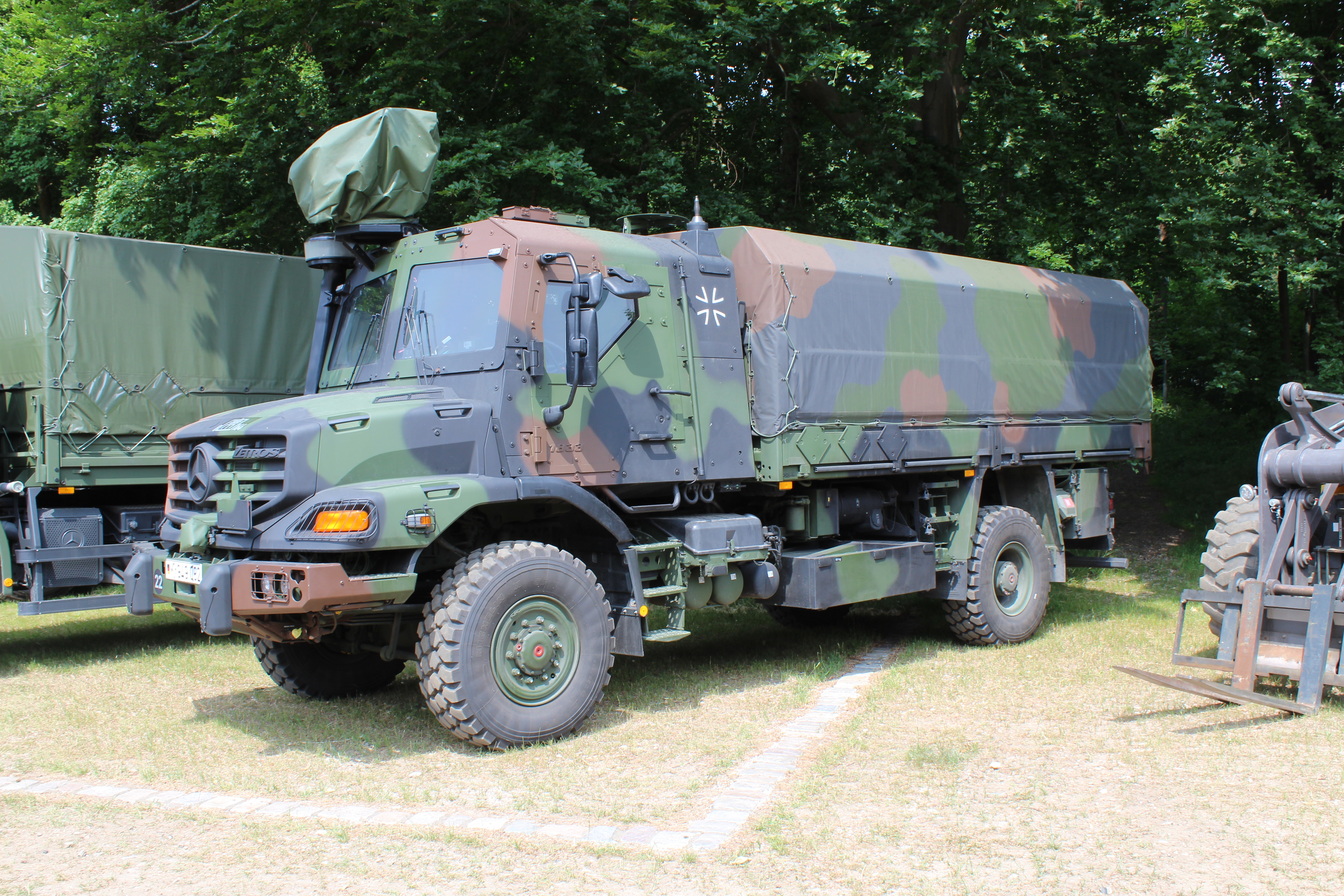
Mercedes-Benz Zetros (Spezialpionierregiment 164).

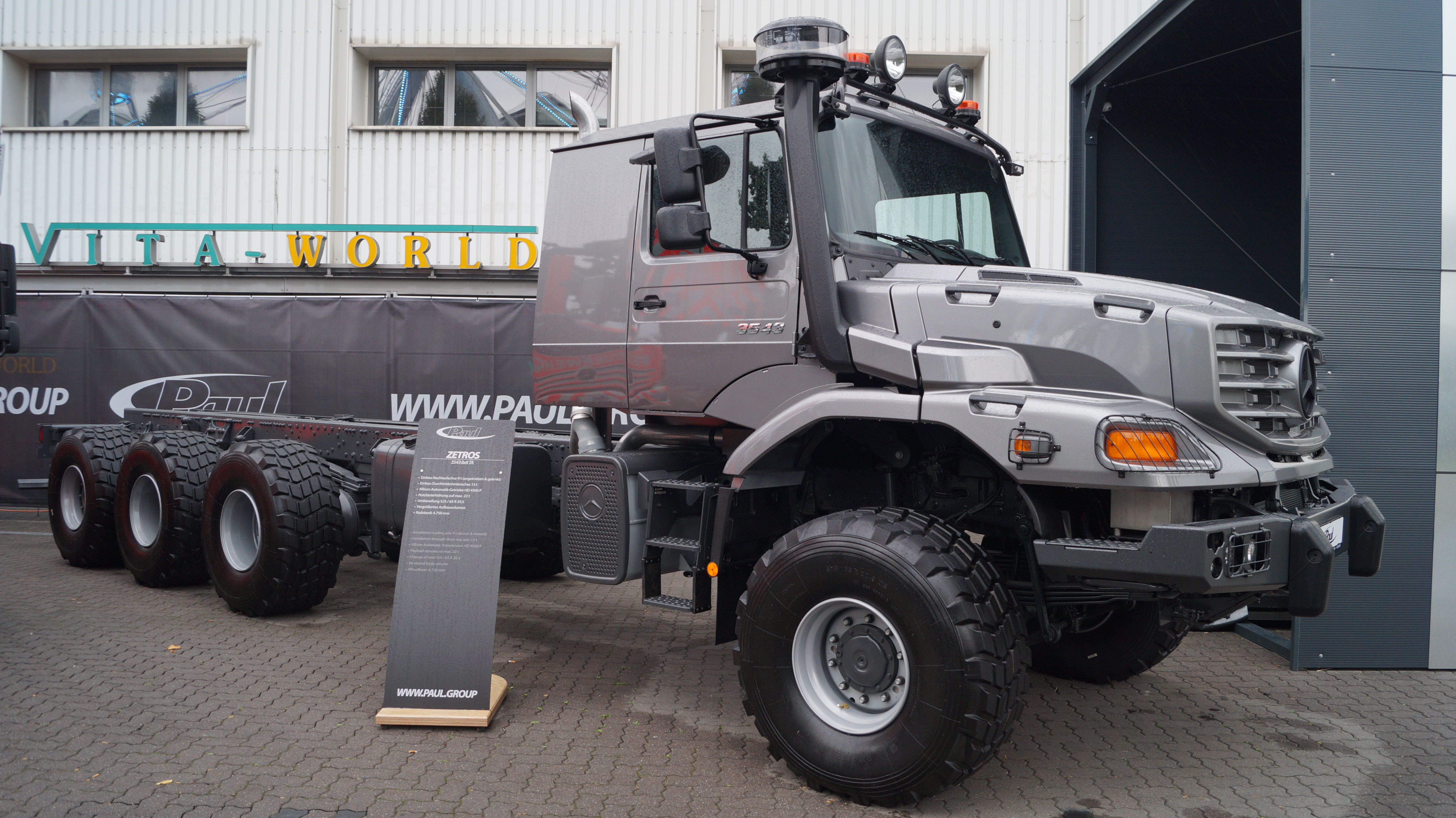
Paul Zetros 3543 8×8 TA, ausgestellt auf der IAA 2018

Der Zetros wird mit dem Reihensechszylinder-Dieselmotor OM 926 LA mit 7,2 Liter Hubraum und 240 kW (326 PS) ausgeliefert. Es sind Motoren mit Abgasgrenzwerten nach Euro 3 und Euro 5 verfügbar. Der Antriebsstrang hat einen permanenten Allradantrieb sowie ein Verteilergetriebe mit Geländeübersetzung 1:1,69. Der Zetros wird serienmäßig mit einem 9-Gang-Handschaltgetriebe gebaut. Wahlweise wird er aber auch mit einem Vollautomatikgetriebe der Marke Allison gefertigt. Auf einer Militärmesse in Paris wurde ein Zetros 2743 ausgestellt, dessen 12-Liter Reihensechszylinder-Dieselmotor 315 kW (428 PS) leistet und 2100 Nm Drehmoment abgibt.

## Chassis und Fahrwerk
Das Fahrzeug ist auf einem Leiterrahmen mit niedriger Verwindungssteifigkeit aufgebaut. Alle Achsen sind starr und haben Planetenvorgelegegetriebe und Einzelbereifung. Sie sind an Parabelfedern aufgehängt, die Feder-Dämpfer-Abstimmung ist für den Einsatz abseits der Straße ausgelegt. An allen Rädern sind Trommelbremsen eingebaut.
- Zetros 1833 (4×4). Der Zetros 1833 hat zwei Achsen mit 4800 mm Radstand und ein zulässiges Gesamtgewicht von 16,5 t bzw. 18 t.[5]
- Zetros 2733 (6×6). Der Zetros 2733 hat drei Achsen mit 4750 mm + 1450 mm Radstand und ein zulässiges Gesamtgewicht von 25 t bzw. 27 t.
- Zetros 2743 (6×6). Der Zetros 2743 hat drei Achsen mit 5050 mm + 1450 mm Radstand und ein zulässiges Gesamtgewicht von 27 t. Die beiden Hinterachsen sind als Bogieachsen ausgeführt, also gemeinsam gefedert, sodass die Achslast auf beiden Achsen gleich ist.
- Zetros 3543 (8×8). Der Zetros 3543 hat vier Achsen und eine Nutzlast von max. 22 t. Der Sonderfahrzeughersteller Paul Nutzfahrzeuge baut ihn, indem er eine angetriebene und gelenkte 9-t-Nachlaufachse nachrüstet.[6]

## Einsatz

### Zivil
Durch ein ähnliches Konzept wie beim Mercedes-Benz Unimog ist auch der Zetros vielseitig einsetzbar. Im Zivilbereich ist er z. B. Basis für geländegängige Wohnmobile. Auch für landwirtschaftliche Transporte werden Zetros-Lkw verwendet. Im Katastrophenschutz befindet er sich unter anderem im Einsatz bei Feuerwehren und beim THW.

### Militär
- Algerien

Ab 2015 sollen in Algerien Fahrgestelle für die algerische Armee gebaut werden (Algeria’s National Company of Industrial Vehicles (SNVI) für Algerian defence ministry).
- Bulgarien

Die bulgarische Armee bestellte bereits 2009 mehrere Fahrzeuge für Transportaufgaben. Im Jahr 2012 wurden zusätzlich 30 Zetros 2733A 6×6 bestellt.
- Deutschland

Ab 2012 hat die Bundeswehr 110 Mercedes Zetros beschafft.
- Jordanien

Am 14. Januar 2018 übergab die damalige deutsche Verteidigungsministerin Ursula von der Leyen 70 Mercedes-Benz Zetros an Jordanien.
- Litauen

Die litauische Armee setzt seit 2019 Zetros für den Transport der Panzerhaubitzen 2000 und der Bergepanzer 2 des Heeres ein.
- Türkei

Die Luftabwehrraketen Hisar O+ des türkischen Heeres benutzt Zetros-basierte Transportsysteme.
- Ukraine

Im Rahmen der Unterstützung nach dem russischen Überfall auf die Ukraine 2022 lieferte Deutschland 320 Fahrzeuge. Weitere 20 Fahrzeuge sind geplant.
- Frankreich

Die Direction générale de l’armement beschafft mindestens 30 Zetros als Basis des Flugabwehrsystems VL MICA.